# Годефрот, Вальтер
Вальтер Годефрот (нидерл. Walter Godefroot; род. 2 июля 1943, Гент, Бельгия) — бельгийский профессиональный шоссейный велогонщик в 1965—1979 годах, бывший спортивный директор велокоманд: Team Telekom (впоследствии известной как T-Mobile Team) и Astana.

## Карьера

### Гонщик
Как любитель выиграл бронзовую медаль в групповой гонке на летних Олимпийских играх 1964 года в Токио.
После Олимпийский игр 1964 года, где одним из участников был Эдди Меркс, стал профессионалом. Не имея таких возможностей как у Меркса, Годефрот сосредоточился на этапах гранд-туров, став специалистом по однодневным классическим велогонкам. Он выиграл такие престижные гонки как Льеж — Бастонь — Льеж (1967), Париж — Рубе (1969) и Тур Фландрии (1968, 1978). Помимо победы в очковой классификации на Тур де Франс 1970 года на его счету 10 побед на её этапах. В 1975 году он был первым кто выиграл знаменитый финальный этап на Елисейских полях в Париже на Тур де Франс.
Также в списке его побед один этап на Джиро д'Италия 1970 и два на Вуэльта Испании 1971, звание чемпиона Бельгии в групповой гонке (1965, 1972).
Во время своей карьеры как гонщика, длившейся с 1965 по 1979 год, его называли «Бульдог Фландрии» (англ. The Bulldog of Flanders) и трижды дисквалифицирован за допинг.

### Спортивный директор
После своей профессиональной карьеры гонщика он стал спортивным директором команд IJsboerke впоследствии Capri Sonne, Lotto и Weinmann.
В 1992 году Годефрот был назначен спортивным руководителем команды Team Telekom (с 2004 по 2005 год — T-Mobile), где выступали такие гонщики как Бьярне Риис, Ян Ульрих и Эрик Цабель. Что касается двух последних спортсменов, Годефрот сказал они что если бы вы могли смешать талант Ульриха с головой и серьезностью Цабель, мы бы имели дело с новым Эдди Мерксом.
Перед сезоном 2006 года Вальтер Годефрот оставил пост менеджера Telekom, его место занял Олаф Людвиг. Позднее в этом сезоне он перешёл в команду Astana по особой просьбе капитана Александра Винокурова
, на тот момент называвшейся Astana-Würth и снятой с Тур де Франс 2006.
25 мая 2007 года Бьярне Рийс, победитель Тур де Франс 1996 года и член команды Telekom, тренером которой был Годефрот, признал использование EPO. Риис заявил, что Годефрот закрывал глаза на использование допинговых веществ в команде, но бельгийский менеджер отрицал использование EPO в немецкой команде. После этого Годефрот ушёл с должности в июне 2007 года.

## Достижения

### Шоссе
1964
1-й Гент — Стаден
3-й  летние Олимпийские игры — Групповая гонка
3-й Тур Туниса — Генеральная классификация
1-й — Этапы 1, 4 и 8
1965
1-й  Чемпион Бельгии — Групповая гонка
1-й Omloop Gemeente Melle
1966
1-й Дварс дор Фландерен
1-й — Этапы 1, 2, 4, 7 и 10 Вуэльта Каталонии
1-й — Этап 1 Grand Prix du Midi libre
1-й — Этап 3 Тур Бельгии
2-й Омлоп Хет Ниувсблад
2-й Гран-при Исберга
2-й Эшборн — Франкфурт
4-й Льеж — Бастонь — Льеж
4-й Париж — Брюссель
6-й Гент — Вевельгем
1967
1-й Льеж — Бастонь — Льеж
1-й Нокере Курсе
1-й — Этап 1 Тур де Франс
1-й — Этап 7a Тур Швейцарии
1-й — Этап 1 Тур Романдии
4-й E3 Харелбеке
5-й Флеш Валонь
6-й Дварс дор Фландерен
7-й Милан — Сан-Ремо
9-й Париж — Ницца — Генеральная классификация
9-й Кюрне — Брюссель — Кюрне
1968
1-й Тур Фландрии
1-й Гент — Вевельгем
1-й Дварс дор Фландерен
1-й — Этап 2 Тур Швейцарии
1-й — Этапы 2 и 7 Париж — Ницца
1-й — Этапы 3b и 9 Тур де Франс
1-й — Этапы 3 и 8 Вуэльта Андалусии
2-й Льеж — Бастонь — Льеж
2-й Париж — Тур
3-й Супер Престиж Перно
3-й Париж — Рубе
4-й Омлоп Хет Ниувсблад
9-й Милан — Сан-Ремо
9-й Флеш Валонь
1969
1-й Париж — Рубе
1-й Бордо — Париж
1-й Схелдепрейс
1-й Гран-при кантона Аргау
1-й Критериум дез Ас
1-й — Этап 3 Тур Швейцарии
1-й — Этап 9 Критериум Дофине
2-й Чемпионат Бельгии — Групповая гонка
4-й Флеш Валонь
5-й Супер Престиж Перно (вместе с Роже Пинжоном)
5-й Милан — Сан-Ремо
5-й Дварс дор Фландерен
10-й Эшборн — Франкфурт
1970
1-й Giro della Provincia di Reggio Calabria
1-й Чемпионат Цюриха
1-й Букль де л’Он
1-й — Этап 8 Джиро д’Италия — Генеральная классификация
Тур де Франс
1-й  — Очковая классификация
1-й — Этапы 4 и 5а
2-й Тур Фландрии
2-й Тур Бельгии — Генеральная классификация
1-й — Этап 4
3-й Гент — Вевельгем
5-й Париж — Рубе
5-й Милан — Сан-Ремо
7-й Чемпионат мира — Групповая гонка (проф.)
9-й Эшборн — Франкфурт
1971
1-й — Этап  9 Тур де Франс
1-й — Этапы 7 и 8 Вуэльта Испании 
1-й — Этап  1b Неделя Каталонии
2-й Гран-при Валлонии
4-й Париж — Тур
4-й E3 Харелбеке
5-й Флеш Валонь
1972
1-й  Чемпион Бельгии — Групповая гонка
1-й — Этап  5a Тур де Франс
3-й Критериум дез Ас
3-й Чемпионат Фландрии
3-й E3 Харелбеке
3-й Натионале Слёйтингспрейс
6-й Схелдепрейс
7-й Омлоп Хет Ниувсблад
1973
1-й — Этапы 5 и 16a Тур де Франс
1-й — Этап 5 Вуэльта Андалусии
1-й — Этап 4а Париж — Ницца
2-й Париж — Рубе
3-й Льеж — Бастонь — Льеж
3-й Бордо — Париж
3-й Гран-при Валлонии
4-й Гент — Вевельгем
4-й Париж — Тур
5-й Тур Бельгии — Генеральная классификация
1-й — Этап 1
5-й Омлоп Хет Ниувсблад
6-й Тур Фландрии
7-й Флеш Валонь
8-й Эшборн — Франкфурт
9-й Амстел Голд Рейс
10-й Супер Престиж Перно
10-й Милан — Сан-Ремо
1974
1-й Чемпионат Цюриха
1-й Эшборн — Франкфурт
1-й Четыре дня Дюнкерка — Генеральная классификация
1-й — Этап 4a
3-й Амстел Голд Рейс
4-й E3 Харелбеке
7-й Милан — Сан-Ремо
8-й Гент — Вевельгем
10-й Дварс дор Фландерен
1975
1-й — Этап  22 Тур де Франс
3-й Льеж — Бастонь — Льеж
3-й Эшборн — Франкфурт
3-й Тур Лимбурга
4-й Дварс дор Фландерен
8-й Париж — Рубе
1976
1-й Бордо — Париж
2-й E3 Харелбеке
3-й Чемпионат Цюриха
3-й Tour du Condroz
4-й Эшборн — Франкфурт
5-й Париж — Рубе
5-й Флеш Валонь
6-й Париж — Брюссель
8-й Тур Фландрии
8-й Тур Бельгии — Генеральная классификация
1-й — Этап 2
9-й Милан — Сан-Ремо
10-й Супер Престиж Перно
1977
1-й — Этап  3 Четыре дня Дюнкерка
2-й Бордо — Париж
2-й Тур Фландрии
2-й Милан — Турин
2-й Чемпионат Цюриха
4-й Гент — Вевельгем
6-й Эшборн — Франкфурт
6-й Кюрне — Брюссель — Кюрне
6-й Омлоп Хет Ниувсблад
8-й Амстел Голд Рейс
10-й Чемпионат мира — Групповая гонка (проф.)
1978
1-й Тур Фландрии
2-й Гран-при Зоттегема
8-й Дварс дор Фландерен
9-й E3 Харелбеке
10-й Омлоп Хет Ниувсблад
1979
1-й Circuit des frontières
6-й Эшборн — Франкфурт
8-й Тур Фландрии
8-й Дварс дор Фландерен

### Трек
1966
1-й Шесть дней Мадрида
1970
2-й Чемпионат Бельгии — Мэдисон
1971
3-й Шесть дней Антверпена
1972
3-й Шесть дней Гента
1973
2-й Чемпионат Бельгии — Мэдисон
3-й Шесть дней Антверпена
1975
3-й Чемпионат Бельгии — Мэдисон

## Статистика выступлений

### Гранд-туры
| Гранд-тур                 | 1967 | 1968 | 1969 | 1970 | 1971 | 1972 | 1973 | 1974 | 1975 | 1976 | 1977 | 1978 |
| ------------------------- | ---- | ---- | ---- | ---- | ---- | ---- | ---- | ---- | ---- | ---- | ---- | ---- |
| Джиро д’Италия            | —    | —    | —    | 55   | —    | —    | —    | —    | —    | —    | —    | НФ   |
| Тур де Франс              | 60   | 20   | —    | 29   | НФ   | 44   | 65   | —    | 51   | —    | —    | —    |
| (c 2010 ) Вуэльта Испании | —    | —    | —    | —    | 30   | —    | —    | —    | —    | —    | —    | —    |

| —  | Не участвовал  |
| НФ | Не финишировал |